# São Caetano (Salvador)
São Caetano é um bairro brasileiro localizado na cidade de Salvador, na Bahia.

## Localização
É dividido em Camurugipe, Largo da Geral, Sussunga, Jaqueira, Goró, Formiga, Gomeia e Centro. Além dessas áreas,[carece de fontes?]
São Caetano é caminho entre a Liberdade e Pirajá, tendo sido passagem para os combatentes no 2 de julho. Também era início da Estrada Velha do aeroporto, também conhecida como via para bairros como Pirajá ou Largo do tanque.[carece de fontes?]
Suas maiores Vias de Acesso são A Av. Nestor Duarte e a Estrada Velha de Campinas alguns bairros com vias de acesso são Fazenda Grande do Retiro, Largo do tanque, Lobato, Pirajá.[carece de fontes?]

## Demografia

### População
Segundo o Censo do Instituto Brasileiro de Geografia e Estatística (IBGE) de 2010 São Caetano é o oitavo bairro com a maior população de negros em Salvador, com 84,37% (43 162 habitantes). Sua população total em 2010 somando todas as etnias era de 51 159 residentes.

### Segurança
Em 2012 foi apontado pelo jornal Correio que o fraco policiamento na região do bairro estava ligado ao aumento da violência. O secretário Maurício Barbosa explicou o motivo de cada bairro receber tratamento desiguais: "Uma coisa é você pensar segurança pública na teoria, outra é a prática. Nós não temos como fator de influência para a questão de lotação policial somente a questão populacional. Temos outras áreas de interesse. Quais são? Econômica, turística, bancária, comercial, e por aí vai (...) A Barra tem mais policial por habitante do que o Subúrbio. Mas deixe de ter um policial na Barra para ver quais são os efeitos negativos com relação à imagem da cidade, a imagem do Estado, a imagem de um setor que traz dividendos ao estado, que é o turismo. Tire um policial da Pituba, que tem uma extensa área na Manoel Dias da Silva, que é área bancária. Aconteceu um assalto a banco no meio da Pituba. Qual a repercussão disso aí? Não estamos lidando apenas com critérios objetivos. A gente tem que parar de levar a discussão para a questão matemática, temos que entender as nuances."
Foi listado como um dos bairros mais perigosos de Salvador, segundo dados do Instituto Brasileiro de Geografia e Estatística (IBGE) e da Secretaria de Segurança Pública (SSP) divulgados no mapa da violência de bairro em bairro pelo jornal Correio em 2012. Ficou entre os mais violentos em consequência da taxa de homicídios para cada cem mil habitantes por ano (com referência da ONU) ter alcançado o segundo nível mais negativo, com o indicativo de "61-90", sendo um dos piores bairros na lista. No primeiro trimestre de 2015 o bairro teve um dos maiores índices de latrocínios de Salvador.